# Jan Timman
 Ez a cikk a sakkjátszmák algebrai lejegyzését alkalmazza.
Jan Hendrik Timman (Amszterdam, 1951. december 14. –) holland sakkozó nagymester, kilencszeres holland bajnok, csapatban sakkolimpiai ezüstérmes, egyéni aranyérmes, többszörös világbajnokjelölt, világbajnoki döntős, csapatban és egyéniben Európa-bajnok, junior világbajnoki bronzérmes, sakkfeladványszerző, sakkszakíró, szakújságíró.
Az 1970-es évek végén és az 1980-as évek elején a világ egyik legjobbja. Pályája csúcsán a nem szovjet sakkozók közt a legerősebb játékosnak tartották, nevezték úgy is: „a Nyugat legjobbja”.
1984-től a „New in Chess” című folyóirat főszerkesztője.
Jelenleg is aktív, de már nem jegyzik a világ legjobbjai közt, Élő-pontszáma 2015. májusban 2566. Legmagasabb pontszámát, 2680 Élő-pontot, 1990. januárban érte el. Legmagasabb világranglista-helyezése a 2. volt 1982. januárban Anatolij Karpov mögött.
Kétszer nősült, az első házasságából született egy fia és egy lánya.

## Sakkpályafutása

### Korai pályája
Apja Rein Timman matematika professzor. A gyerek Jan rajongott a matematika iránt, és korán megismerkedett a sakkjátékkal is. 12 éves korában megnyerte Hollandia ifjúsági bajnokságát.
1967-ben, 15 évesen az U20 junior sakkvilágbajnokságon bronzérmet szerzett. Alapfokú iskoláinak befejezése után a Delfti Egyetem (Technische Universiteit Delft) matematika szakán folytatta tanulmányait.
1971-ben szerezte meg a nemzetközi mesteri címet, és rá három évre, 1974-ben vált nemzetközi nagymesterré, Max Euwe, és Jan Hein Donner után harmadik holland sakkozóként. Ebben az évben nyerte meg először a holland sakkbajnokságot, amit még nyolc alkalommal (1975, 1976, 1978, 1980, 1981, 1983, 1987 és 1996) megismételt. Első nagy nemzetközi sikerét az 1973/74-es hastigsi tornán aratta, ahol Mihail Tallal, Gennagyij Kuzminnal és Szabó Lászlóval holtversenyben az első helyen végzett.

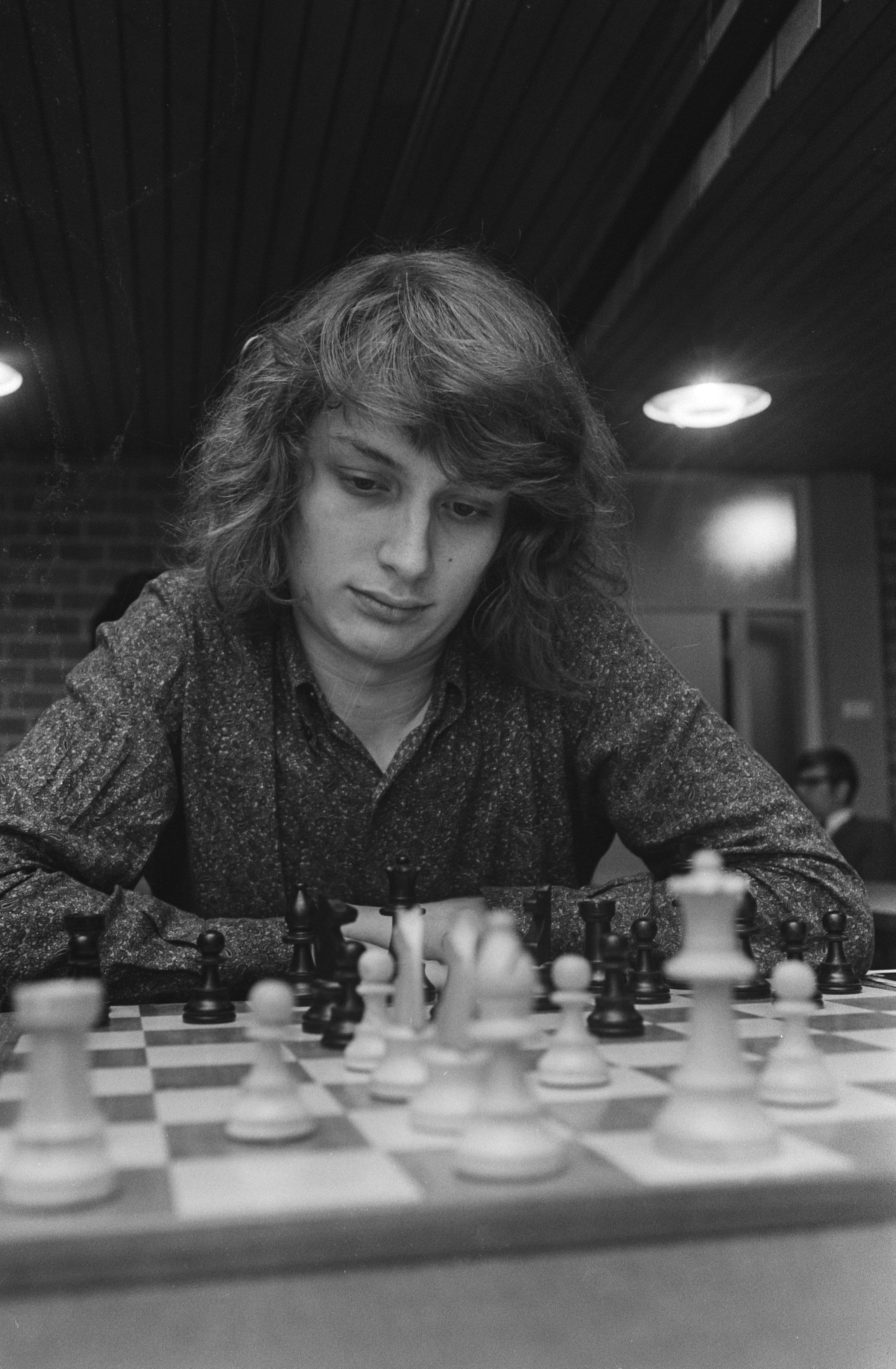
Timman (1971)

### Nagy versenyek élén
1974-től kezdődően több erős nagymesterversenyen végzett egyedül vagy holtversenyben az élen. Többek között 1974-ben Zomborban (holtversenyben Borisz Gulkóval), 1975-ben Netanyában, 1976-ban Reykjavíkban (holtversenyben Fridrik Ólafssonnal), 1978-ban Amszterdamban az IBM szupertornáján, valamint Nikšić-ben és 1978/79-ben Bled/Portorož-ban.
Élő-pontszáma alapján 1982-ben Anatolij Karpov mögött a világranglista 2. helyét foglalta el, és továbbra is kiemelkedő eredményeket mutatott fel. Első helyezést ért el (Karpov előtt) 1981-ben az IBM versenyen Amszterdamban és a Hoogovens versenyen Wijk aan Zee-ben, ahol elsőségét 1985-ben megismételte. Első lett Linaresben 1988-ban, az Euwe-emlékversenyen 1989-ben, és ugyanebben az évben megnyerte a Rotterdamban rendezett világkupa-versenyt. Kiemelkedő eredményt ért el 1981-ben Las Palmasban, 1982-ben Mar del Platában, 1984-ben Bugojnóban egyedüli elsőséget szerez, és Szarajevóban Korcsnojjal holtversenyben végez az első helyen.

### Világbajnokjelölt

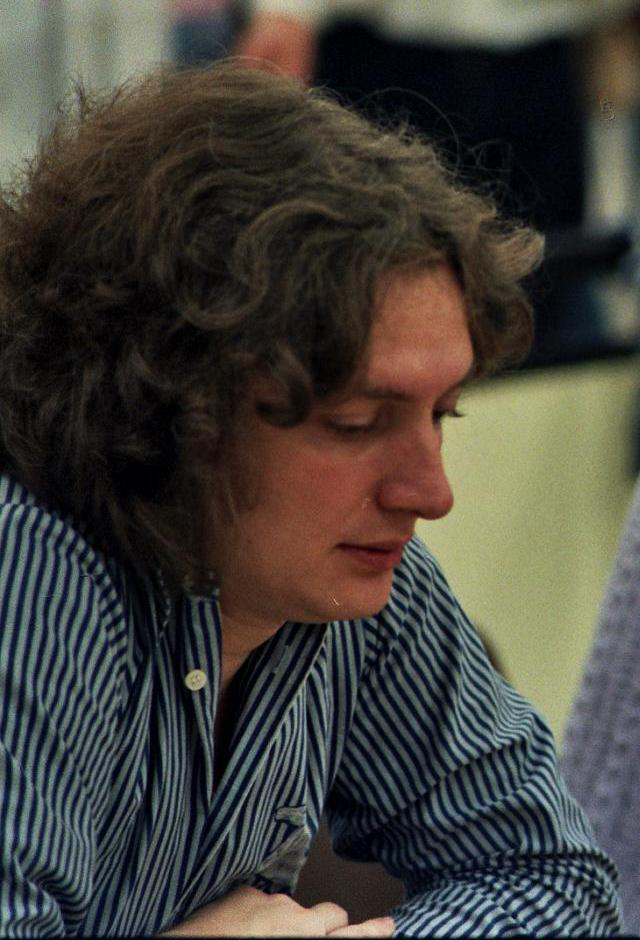
Jan Timman (1984)

A világbajnokságért folyó versengésben először 1972-ben Helsinkiben vett részt, ahol a zónaversenyen a 8. helyet szerezte meg. A következő világbajnoki ciklusban, 1975-ben a Reykjavíkban egy hellyel előrébb lépett, és a 7. lett.
Az 1979/81-es sakkvilágbajnoksági ciklusban már sikerrel vette az első akadályt, és az Amszterdamban rendezett zónaversenyen elért holtversenyes első helyezése révén továbbjutott a zónaközi versenybe. A Rio de Janeiróban rendezett zónaközi versenyen éppen, hogy lemaradt fél ponttal a továbbjutásról, és az élen holtversenyben végző három versenyző mögött a 4. helyen végzett.
Az 1984-es világbajnoksági ciklusban már közvetlenül a zónaközi versenyen indulhatott, de a Las Palmasban rendezett versenyen csak a 6. helyet sikerült megszereznie.
Az 1987-es világbajnoki ciklusban sikerült az áttörés, és a Taxcóban rendezett zónaközi verseny 1,5 pontos előnnyel történő megnyerését követően a világbajnokjelöltek Montpellierben rendezett körmérkőzéses versenyének akadályát is sikerrel veszi, és három szovjet versenyző mellett negyedikként továbbjutott a legjobb nyolc versenyző párosmérkőzéses szakaszába. Itt az első körben, 1986. január–februárban Tilburgban 6–3 arányú vereséget szenvedett a szovjet Artur Juszupovtól.
A következő, 1990-es világbajnoksági ciklusban az előző versenysorozatban elért eredménye alapján már közvetlenül a legjobb 16 közötti párosmérkőzéses szakaszban indulhatott. Itt már egészen a világbajnokjelölti döntőig jutott, miután az előmérkőzések során 1988-ban 3,5–2,5 arányban legyőzte a szovjet Valerij Szalovot, a negyeddöntőben ugyanilyen arányban győzött a magyar Portisch Lajos ellen. Az 1989. októberben Londonban rendezett elődöntőben 4,5–3,5 arányban vette az angol Jon Speelman elleni akadályt, és csak a világbajnokjelöltek versenyének döntőjében szenvedett vereséget Anatolij Karpovtól 6,5–2,5 arányban.
Az 1993-as világbajnoki ciklusban ismét a világbajnokjelöltek döntőjéig jutott, miután a világbajnokjelöltek versenyén az előmérkőzések során a német Robert Hübnert 4,5–2,5-re, a negyeddöntőben a svájci színekben játszó Viktor Korcsnojt is 4,5–2,5-re verte, majd az elődöntőben visszavágott az 1986-os vereségért az ezúttal már német színekben játszó Artur Juszupovnak 6–4 arányban, és csak a döntőben szenvedett vereséget az angol Nigel Shorttól 7,5–5,5 arányban. Mivel időközben Garri Kaszparov megalakította a Professzionális Sakkozók Szövetségét (PCA), és a világbajnoki döntőt Nigel Shorttal ennek keretében vívta meg, a Nemzetközi Sakkszövetség (FIDE) úgy határozott, hogy a „FIDE-sakkvilágbajnok” címért a világbajnokjelöltek versenyének döntőse, Jan Timman és a Nigel Shorttól az elődöntőben vereséget szenvedő Anatolij Karpov küzdjön meg.
A FIDE-sakkvilágbajnoki címért folyó párosmérkőzésre 1993. november–decemberben három holland városban (Zwolle, Arnhem, Amszterdam), valamint az indonéziai Jakartában került sor. A mérkőzést Karpov 12,5–8,5 arányban nyerte.
Az 1994/96-os FIDE-sakkvilágbajnoksági ciklusban, mint a előző világbajnoki döntő vesztesének a világbajnokjelöltek párosmérkőzéses szakaszában kellett csak megkezdenie a versengést. Az első körben 4,5–3,5 arányban győzött a francia Joël Lautier ellen, a második körben azonban ugyanilyen arányban kikapott az orosz Valerij Szalovtól.
Az 1998-as FIDE-sakkvilágbajnokságot egyenes kieséses rendszerben rendezték 97 indulóval. Timmannak kiemeltként az első körben nem kellett játszania, a második körben a szlovén színekben játszó Alekszandr Beljavszkijtól 1,5–0,5 arányban vereséget szenvedett, így kiesett a további küzdelmekből.
Az 1999-es FIDE-sakkvilágbajnokságot 100 résztvevővel egyenes kieséses rendszerben rendezték, ahol Timman kiemeltként a második fordulóban ült csak asztalhoz, és 1,5–0,5 arányban legyőzte az örmény Levon Aronjánt, a harmadik körben azonban ugyanilyen arányban vereséget szenvedett a fehérorosz Alekszej Fedorovtól.

### Szereplései csapatban
Sakkolimpiák
1972–2004 között 13 sakkolimpián szerepelt Hollandia csapatában, ebből 12-szer az első táblán. Az 1976-ban Haifában rendezett sakkolimpián csapatban ezüstérmet nyertek, egyéniben az első táblán elért legjobb teljesítmény alapján aranyérmet kapott. A 13 sakkolimpián összesen 169 játszmát játszott, ebből 58-at megnyert, 86 alkalommal végzett döntetlenül, és 25-ször szenvedett vereséget.
Sakkcsapat-világbajnokság
1999-ben tagja volt a holland válogatottnak a sakkcsapat-világbajnokságon. Csapatban a 9. helyen végeztek, Timman egyéni eredménye az 1. táblán a 4. legjobb teljesítmény volt.
Sakkcsapat Európa-bajnokság
1983-ban, 1997-ben és 2005-ben szerepelt a holland válogatott csapatban a sakkcsapat Európa-bajnokságon. 1983-ban a csapat 5. helyen végzett, Timman eredménye az 1. táblán a mezónyben a legjobb volt. 1997-ben gyengébben sikerült a szereplésük, a csapat 11., Timman egyénileg a 15. eredményt érte el. 2005-ben azonban Hollandia válogatottja megnyerte az Európa-bajnokságot, Timman ehhez a 4. táblán az 5. legjobb eredménnyel járult hozzá.
Bajnokcsapatok Európa-kupája
Különböző klubcsapatokkal 1979–2000 között hét alkalommal jutott be a BEK döntőjébe. 1984-ben a Volmac Rotterdam csapatával az elődöntőig jutottak, és 1988-ban bronzérmet nyertek. A De Variant Breda csapatával 1998-ban az 1. helyet szerezték meg, és 2000-ben a 3. helyen végeztek.

### Későbbi eredményei
2004-ben holtversenyben első helyezést ért el Reykjavíkban, és holtversenyes 2. helyezést Amszterdamban. 2006-ban megnyerte a Siegemann-nagymesterversenyt Malmőben, és 2. helyen végzett a Staunton-emlékversenyen Londonban. 2007-ben a Sigeman-versenyen holtversenyben a 2. helyen végzett, 2009-ben egyedüli elsőként nyerte a Staunton-emlékversenyt Londonban. 2011-ben a 2. helyet szerezte meg az InventiChess nagymesterversenyen Antwerpenben, 2014-ben szintén 2. lett holtversenyben Baadur Jobavával a Tata Steel versenyén Wijk aan Zeeban.

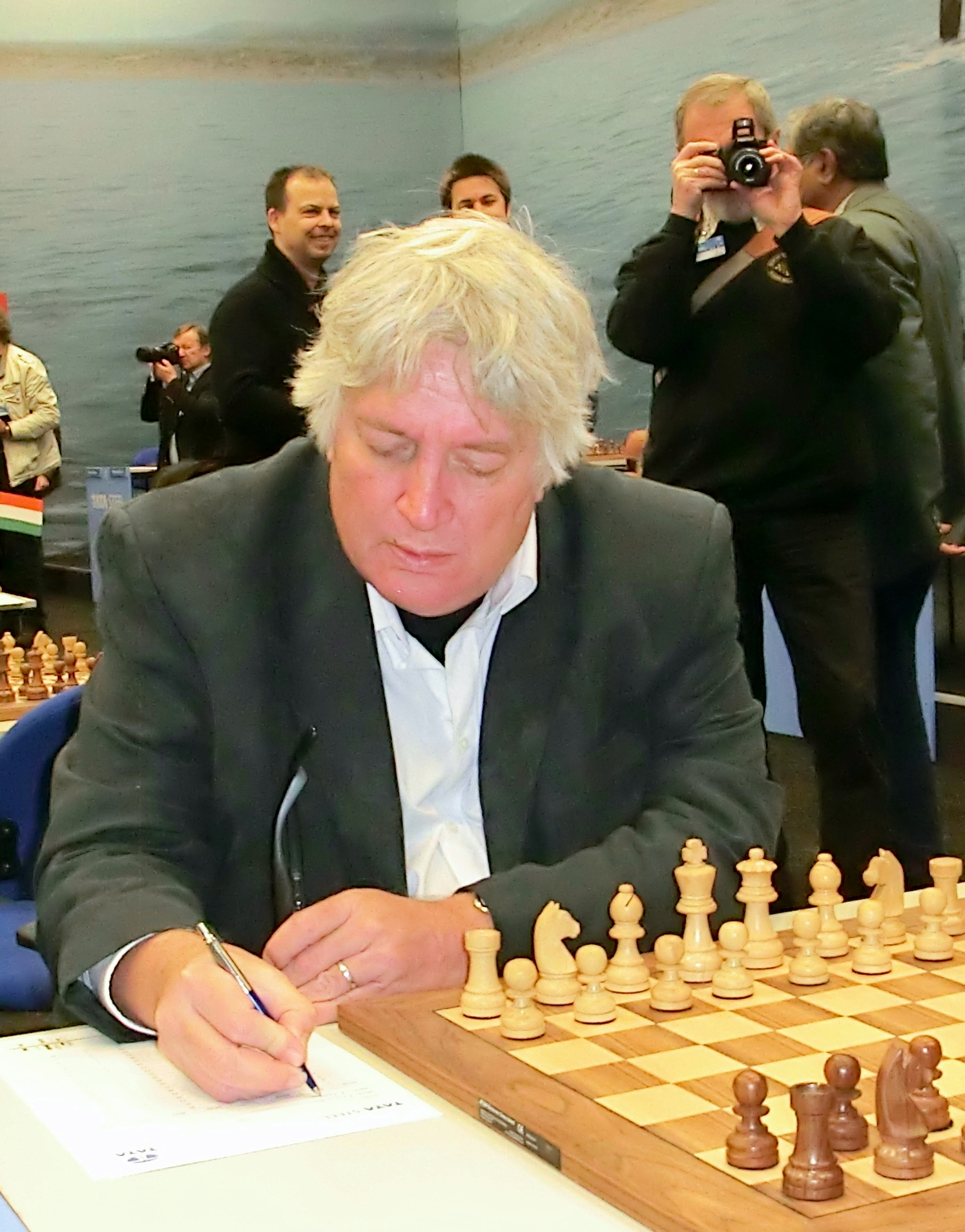
Jan Timman 2013-ban

2013-ban, a világbajnoki döntőjük 20. évfordulóján négyjátszmás párosmérkőzést játszott Anatolij Karpovval, amelyet Karpov nyert 2,5–1,5 arányban.
Jelenleg (2015), 64 évesen is aktívan versenyez, 2014. márciusban Élő-pontszáma még 2626 volt, jelenleg 2566.

### Sakkfeladványszerző
Ismert és elismert sakkfeladványszerző, akinek legalább 50 sakkfeladványa ismert, és ezek közül több díjat is nyert. Egyik műve, amely 1995-ben 1. díjat nyert. A The Art of the Endgame (My Journeys in the Magical World of Endgame Studies) – 2011 című könyve 143 végjátékfeladványát tartalmazza. Sakkfeladványszerzői szakmai elismertségét jelzi, hogy 60. születésnapja alkalmából nemzetközi sakkfeladványszerző versenyt (J. Timman-60 Jubilee tourney 2012) hirdettek.

## Szakírói tevékenysége
Timmant a világ egyik legjobb sakkelemzőjének tartják, tapasztalatait, módszereit a The Art of Chess Analysis című könyvében osztotta meg. Ennek köszönhetően a világ számos folyóiratában jelentek meg publikációi. A „New in Chess” című folyóirat és kiadó alapítója és 1984-től főszerkesztője. Publikációinak listája a folyóirat honlapján megtalálható (2015. májusban 204 darab).

### Megjelent művei
- Jan Timman analysiert Großmeisterpartien. Das Schacharchiv, Hamburg 1982, ISBN 978-3-88086-048-3
- Schaakwerk I Analyses en studies. Uitgeverij Bert Bakker, Amsterdam 1983, ISBN 90-6742-001-8. (dt.: Studien und Partien)
- Schaakwerk II. Aanvalswendingen en Eindspelfinesses. Uitgeverij Bert Bakker, Amsterdam 1991, ISBN 978-90-351-1086-1
- Chess the adventurous way. New In Chess, Alkmaar 1994, ISBN 90-71689-85-9.
- Ausgewählte Endspielstudien. Koblenz 1995, ISBN 3-929291-03-7. (Timman 40 legjobb végjátékleckéje)
- Studies and Games. Simon & Schuster, 1996. ISBN 978-1-85744-126-0.
- Timman's Selected Games: Chess the Adventurous Way. Simon & Schuster, 1996. ISBN 978-1-85744-121-5.
- The Art of Chess Analysis. Everyman Chess, 1997. ISBN 1-85744-179-6.
- De Kracht van het Paard, New i Chess, 2002, ISBN 90.5691.099.X[70]
- De Macht van het Loperpaar, New in Chess, 2003, ISBN 90-5691-113-9.[71]
- De Kracht van het Paard & De Macht van het Loperpaar, New in Chess, 2003.[72]
- Curacao 1962, New in Chess, 2005 ISBN 90-5691-139-2 (angol nyelven)[73]
- Botvinnik’s Secret Games, Hardinge Simpole Publishing, 2006, ISBN 9781843821786.[74]
- On the attack. New In Chess, Alkmaar 2006, ISBN 90-5691-187-2.[75]
- Die Kraft der Leichtfiguren. New In Chess, Alkmaar 2006, ISBN 90-5691-196-1.[76]
- Max Euwe, Jan Timman: Fischer World Champion!, New in Chess, 2009, ISBN 978-90-5691-263-5[77]
- The Art of the Endgame. My Journeys in the Magical World of Endgame Studies. New In Chess, Alkmaar 2011. ISBN 978-90-5691-369-4[78]
- Тимман Я. Шахматы. Уроки стратегии. — Русский шахматный дом, 2011. — 264 с. — ISBN 978-5-94693-096-3
- Schakers, De Bezige Bij, 2012, ISBN 978-90-2347-144-8 (holland nyelven)[79]

## Emlékezetes játszmái
|    | |    |    |    |    |    |    |
|    | \| \| \| \| \| \| \| \| \| \| \| \| \| \| \| \| \| \| \| \| \| \| \| \| \| \| \| \| \| \| \| \| \| \| \| \| \| \| \| \| \| \| \| \| \| \| \| \| \| \| \| \| \| \| \| \| \| \| \| \| \| \| \| \| \| \| \| \| \| \| \| \| |    |    |    |    |    |    |
|    | |    |    |    |    |    |    |
| a8 | b8 | c8 | d8 | e8 | f8 | g8 | h8 |
| a7 | b7 | c7 | d7 | e7 | f7 | g7 | h7 |
| a6 | b6 | c6 | d6 | e6 | f6 | g6 | h6 |
| a5 | b5 | c5 | d5 | e5 | f5 | g5 | h5 |
| a4 | b4 | c4 | d4 | e4 | f4 | g4 | h4 |
| a3 | b3 | c3 | d3 | e3 | f3 | g3 | h3 |
| a2 | b2 | c2 | d2 | e2 | f2 | g2 | h2 |
| a1 | b1 | c1 | d1 | e1 | f1 | g1 | h1 |

| a8 | b8 | c8 | d8 | e8 | f8 | g8 | h8 |
| a7 | b7 | c7 | d7 | e7 | f7 | g7 | h7 |
| a6 | b6 | c6 | d6 | e6 | f6 | g6 | h6 |
| a5 | b5 | c5 | d5 | e5 | f5 | g5 | h5 |
| a4 | b4 | c4 | d4 | e4 | f4 | g4 | h4 |
| a3 | b3 | c3 | d3 | e3 | f3 | g3 | h3 |
| a2 | b2 | c2 | d2 | e2 | f2 | g2 | h2 |
| a1 | b1 | c1 | d1 | e1 | f1 | g1 | h1 |

Timman-Kaszparov 1–0 Hilversum, 1985. Spanyol megnyitás, Szmiszlov-Breyer-Zajcev hibrid (ECO C93)
1.e4 e5 2.Hf3 Hc6 3.Fb5 a6 4.Fa4 Hf6 5.O-O Fe7 6.Be1 b5 7.Fb3 d6 8.c3 O-O 9.h3 Fb7 10.d4 Be8 11.Hg5 Bf8 12.Hf3 Be8 13.Hbd2 Ff8 14.a3 h6 15.Fc2 Hb8 16.b4 Hbd7 17.Fb2 g6 18.c4 exd4 19.cxb5 axb5 20.Hxd4 c6 21.a4 bxa4 22.Fxa4 Vb6 23.Hc2 Vc7 24.Fb3 Fa6 25.Bc1 Fg7 26.He3 Fb5 27.Hd5 Hxd5 28.Fxg7 Kxg7 29.exd5 He5 30.He4 Hd3 31.Vd2 Ba3 32.Hf6 Bxe1+ 33.Bxe1 Kxf6 34.Vc3+ He5 35.f4 Fa4 36.fxe5 dxe5 (diagram) 37.d6 Vxd6 38.Vf3+ Ke7 39.Vxf7+ Kd8 40.Bd1 Ba1 41.Vf6+ 1-0

|    | |    |    |    |    |    |    |
|    | \| \| \| \| \| \| \| \| \| \| \| \| \| \| \| \| \| \| \| \| \| \| \| \| \| \| \| \| \| \| \| \| \| \| \| \| \| \| \| \| \| \| \| \| \| \| \| \| \| \| \| \| \| \| \| \| \| \| \| \| \| \| \| \| \| \| \| \| \| \| \| \| |    |    |    |    |    |    |
|    | |    |    |    |    |    |    |
| a8 | b8 | c8 | d8 | e8 | f8 | g8 | h8 |
| a7 | b7 | c7 | d7 | e7 | f7 | g7 | h7 |
| a6 | b6 | c6 | d6 | e6 | f6 | g6 | h6 |
| a5 | b5 | c5 | d5 | e5 | f5 | g5 | h5 |
| a4 | b4 | c4 | d4 | e4 | f4 | g4 | h4 |
| a3 | b3 | c3 | d3 | e3 | f3 | g3 | h3 |
| a2 | b2 | c2 | d2 | e2 | f2 | g2 | h2 |
| a1 | b1 | c1 | d1 | e1 | f1 | g1 | h1 |

| a8 | b8 | c8 | d8 | e8 | f8 | g8 | h8 |
| a7 | b7 | c7 | d7 | e7 | f7 | g7 | h7 |
| a6 | b6 | c6 | d6 | e6 | f6 | g6 | h6 |
| a5 | b5 | c5 | d5 | e5 | f5 | g5 | h5 |
| a4 | b4 | c4 | d4 | e4 | f4 | g4 | h4 |
| a3 | b3 | c3 | d3 | e3 | f3 | g3 | h3 |
| a2 | b2 | c2 | d2 | e2 | f2 | g2 | h2 |
| a1 | b1 | c1 | d1 | e1 | f1 | g1 | h1 |

Fox–Timman 0–1 Islington, 1970. Nimzoindiai védelem, Saemisch-változat (ECO E24)
1.d4 Hf6 2.c4 e6 3.Hc3 Fb4 4.a3 Fxc3+ 5.bxc3 c5 6.e4 Va5 7.e5 He4 8.Fd2 Hc6 9.Hf3 Hxc3 10.Vc2 cxd4 11.a4 b6 12.Fe2 Fa6 13.Kf1 Bc8 14.g3 Hxe5 15.Hxd4 Hxe2 16.Fxa5 Hxd4 17.Vb2 Bxc4 18.Kg2 Fb7+ 19.Kh3 Hd3 20.Vd2 Hf3 21.Ve3 Hg5+ 0-1
Timman–Wijgerden 1–0 Rotterdam, 1979. Benoni védelem, modern változat (ECO A56)
1.d4 Hf6 2.c4 c5 3.d5 g6 4.Hc3 Fg7 5.e4 d6 6.Hf3 O-O 7.h3 e6 8.Fd3 exd5 9.exd5 Be8+ 10.Fe3 Fh6 11.O-O Fxe3 12.fxe3 Kg7 13.Vd2 Hg8 14.He4 Ve7 15.Vc3+ f6 16.Bf2 Ff5 17.Heg5 Fc8 18.Baf1 h6 19.Fxg6 Kxg6 20.Vd3+ Kg7 21.He5 dxe5 22.Vh7+ Kf8 23.Bxf6+ Hxf6 24.Vh8# 1-0